# Stora Grängen
Stora Grängen är en sjö i Hällefors kommun i Västmanland och ingår i Norrströms huvudavrinningsområde. Sjön har en area på 2,08 kvadratkilometer och ligger 145 meter över havet. Sjön avvattnas av vattendraget Dyltaån (Bornsälven).

## Delavrinningsområde
Stora Grängen ingår i det delavrinningsområde (662667-144195) som SMHI kallar för Utloppet av Stora Grängen. Medelhöjden är 177 meter över havet och ytan är 12,19 kvadratkilometer. Räknas de 7 avrinningsområdena uppströms in blir den ackumulerade arean 200,77 kvadratkilometer. Dyltaån (Bornsälven) som avvattnar avrinningsområdet har biflödesordning 3, vilket innebär att vattnet flödar genom totalt 3 vattendrag innan det når havet efter 254 kilometer. Avrinningsområdet består mestadels av skog (69 procent). Avrinningsområdet har 2,07 kvadratkilometer vattenytor vilket ger det en sjöprocent på 17 procent.